# جرمن سانچز (بازیکن فوتبال)
جرمن سانچز (انگلیسی: Germán Sánchez؛ زادهٔ ۱۲ دسامبر ۱۹۸۶) بازیکن فوتبال اهل اسپانیا است.
از باشگاه‌هایی که در آن بازی کرده‌است می‌توان به باشگاه فوتبال کادیس و باشگاه ورزشی تنریف اشاره کرد.